# Jacques Mesrine
Jacques René Mesrine [ʒak mɛsʀin, ʒak meʀin] (* 28. Dezember 1936 in Clichy; † 2. November 1979 in Paris) war ein französischer Gewaltverbrecher.
Aufgrund der Morde und seiner Gewalttätigkeit war Mesrine bis zu seinem Tod in Frankreich Staatsfeind Nummer 1 („ennemi public n° 1“). In der Öffentlichkeit war er aufgrund seiner Fähigkeit, mittels Verkleidung unerkannt zu bleiben, auch als „Mann mit den tausend Masken“ bekannt und wurde als moderner Robin Hood stilisiert.

## Leben
Mesrine wuchs in einer Mittelschichtfamilie auf. Er wurde in jungen Jahren von zwei Schulen wegen aggressiven Verhaltens verwiesen. Im Jahre 1955 heiratete er 19-jährig, ließ sich aber bereits im nächsten Jahr wieder scheiden, um als Fallschirmjäger in den Algerienkrieg zu ziehen, aus dem er 1959 mit Auszeichnung (Croix de la Valeur militaire) zurückkehrte. Er heiratete 1961 erneut. Aus dieser Ehe gingen drei Kinder hervor.
Er wurde 1961 wegen unerlaubten Waffenbesitzes erstmals zu einer Geldstrafe verurteilt und 1962 nach einem versuchten Bankraub mit drei Komplizen zum ersten Mal inhaftiert. Nach 18-monatiger Haft in Düsseldorf und Orléans wurde er 1963 aus dem Gefängnis entlassen. Seine Familie verhalf ihm zu einer Geschäftsführerstelle in einem Gasthaus, das bald zu einem Schlupfwinkel für Kriminelle wurde. Er lebte dort zusammen mit seiner Geliebten Jeanne Schneider. Er soll ihre beiden Zuhälter getötet haben; deren Leichen wurden indes bis zum heutigen Tag nicht gefunden.
Im Dezember 1965 wurde Mesrine in Palma erneut verhaftet, als er politische Dokumente aus der Residenz des Militärgouverneurs zu stehlen versuchte. Die spanischen Behörden verdächtigten ihn, für den französischen Geheimdienst zu arbeiten.
Er eröffnete 1966 ein Restaurant in Santa Cruz de Tenerife; im selben Jahr überfiel er einen Juwelier in Genf. Im Mai 1967 eröffnete er ein Gasthaus in Compiègne. Im November des Jahres wurde er während eines bewaffneten Raubüberfalls auf ein Hotel in Chamonix erkannt, im Dezember bei einem Schneider in Paris. Im Februar 1968 entkam Mesrine der Polizei und floh mit Jeanne Schneider nach Québec. Die Fahndung nach ihm wurde daraufhin eingestellt.
Mesrine und Schneider verhielten sich zunächst ruhig und arbeiteten 1969 fünf Monate für den Milliardär Georges Deslauriers. Nachdem er sie entlassen hatte, entführten sie ihn im Juni, erpressten von seinem Sohn Marcel 200.000 US-Dollar und setzen sich illegal über die Großen Seen in die USA ab. Nach einer Reise über Detroit und Cape Kennedy fasste man sie in Texarkana, Arkansas, und lieferte sie nach Kanada aus, wo sie zu zehn Jahren Gefängnis verurteilt wurden.
Mit fünf Zellengenossen gelang Mesrine 1972 der Ausbruch aus dem Gefängnis. Er begann zusammen mit seinem Komplizen Jean-Paul Mercier, Banken in Montréal zu überfallen, manchmal zwei an einem Tag. Im selben Jahr scheiterten die beiden bei dem Versuch, drei weiteren Kriminellen aus dem Gefängnis, in dem sie selbst inhaftiert gewesen waren, zur Flucht zu verhelfen; zwei Polizeibeamte wurden schwer verletzt. Eine Woche später töteten sie zwei Forstbeamte. Gegen Ende des Jahres setzten sie sich zunächst nach Venezuela ab. Mercier kehrte später nach Kanada, Mesrine dagegen umgehend nach Frankreich zurück.
Im Jahre 1972 lernte er auf der Flucht die Kanadierin Jocelyne Deraiche kennen, die von ihm selbst Joyce genannt wurde. Mit ihr korrespondierte er auch aus dem Gefängnis heraus bis zu seinem Lebensende. Es sind von ihm mehr als 180 Liebesbriefe erhalten.
In Frankreich überfiel er weiterhin Banken. Im März 1973 wurde Mesrine verhaftet und im Mai zu 20 Jahren Gefängnis verurteilt. Während einer Gerichtsverhandlung im Juni 1973 wegen Scheckbetrugs nahm er den Gerichtspräsidenten als Geisel, die Waffe hatte ein Komplize auf der Toilette deponiert. Abermals gelang die Flucht.
Im selben Monat erbeutete er die Lohngelder einer Druckerei und machte Urlaub in Trouville, einem Badeort in der Normandie. Überfälle auf weitere Banken folgten. Vier Monate später wurde er erneut festgenommen, diesmal in seiner Wohnung in Paris.
Während seines Gefängnisaufenthaltes schrieb Mesrine 1977 seine Autobiographie L'Instinct de mort (dt. Der Todestrieb), in der er sich offen zu 39 Verbrechen bekannte. Gleichzeitig prangerte er die Haftbedingungen in den Hochsicherheitstrakten an. Noch im selben Jahr erließ das Parlament die „Loi Mesrine“ (das Mesrine-Gesetz): Niemand dürfe mehr Gewinn aus der Veröffentlichung seiner Verbrechen ziehen.
Im Mai 1977 wurde er zu 20 Jahren schweren Zuchthauses verurteilt, die er im Gefängnis La Santé in Paris absitzen sollte. Am 8. Mai 1978 gelang Mesrine mit zwei anderen Gefangenen der Ausbruch aus dem Gefängnis, wobei die Polizei einen dritten Komplizen auf der Flucht erschoss. Dieser Ausbruch sorgte in Frankreich für einen Skandal.
Mesrine setzte das alte Geschäft fort: Überfall, Raub, Entführung, Mord. Immer wieder half ihm sein Verkleidungsgeschick, sich den Behörden zu entziehen.
Im Jahr 1978 wurde unter anderem das Casino von Deauville, ein Jet-Set-Treffpunkt an der normannischen Küste, zum Ziel von Mesrine. Auch hier entkam er mit Geschick und Schnelligkeit. Über 300 Polizisten und eine Abteilung der GIGN waren auf der Suche nach Mesrine.
Am 27. Juli 1978 kam es überraschend zu einem Interview Mesrines mit der Journalistin Isabelle Wangen, das gleichzeitig im Paris Match und im Photo Police in Montreal veröffentlicht wurde. Die Tonbänder wurden von der Polizei ausgewertet. Mesrine wurde unter anderem in Großbritannien, Algerien, Kanada, Sizilien und Belgien gesehen oder vermutet. Am 3. Januar 1979 erschien ein weiteres Interview in der Zeitung Libération.
Am 21. Juni 1979 entführte Mesrine den Millionär Henri Lelièvre und erpresste sechs Millionen französische Francs. Damit wurde er zum Staatsfeind Nummer eins.
Die französische Presse verklärte ihn teilweise zu einem romantischen Spitzbuben. Mesrine versuchte in Interviews, die Öffentlichkeit von einer politischen Motivation seines Handelns zu überzeugen. Mesrine war sehr an seinem öffentlichen Bild in den Medien interessiert. Kritische wie unkritische Berichte folgten. Mesrine ermordete beinahe den französischen Journalisten Jacques Tillier, weil ihm dessen Artikel über ihn nicht gefielen.
Das französische Innenministerium forderte die Polizei nun auf, ihre Anstrengungen zur Verhaftung von Mesrine zu konzentrieren. Nachdem man seine Wohnung im 18. Arrondissement von Paris ermittelt hatte, stoppte die Polizei am 2. November 1979 seinen BMW 528i an der Porte de Clignancourt mit einem Lastwagen, aus dem heraus Angehörige der Polizei 21 Schüsse auf ihn abgaben. 19 Kugeln trafen Mesrine durch die Windschutzscheibe, vor allem in Oberkörper und Kopf, und töteten ihn sofort. Seine Verlobte auf dem Beifahrersitz wurde verletzt.
Die Polizei wertete ihr Unternehmen als großen Erfolg, andere Stimmen beklagten, dass die Polizei keinesfalls in Notwehr gehandelt habe und dass Mesrine von ihr ohne Warnung „hingerichtet“ worden sei. Staatspräsident Valéry Giscard d’Estaing, der wenige Tage zuvor noch um die Lösung des Falles Mesrine gebeten hatte, lobte nachfolgend die Polizei und den Polizeipräsidenten.

## Medien, Bearbeitungen, Motiv-Verwendung
- Die 2015 veröffentlichte Flugschrift An unsere Freunde des Unsichtbaren Kollektivs (Autoren des Buches Der kommende Aufstand) beginnt mit einem Zitat Mesrines: „Es gibt keine andere Welt. Es gibt nur eine andere Art zu leben.“[3]
- Mesrine, l’évasion impossible. Comic von Lounis Chabane, Roger Knobelspiess, Jean-Louis Pelletier[4], Casterman, Paris 2008 (Reihe: Ligne rouge) ISBN 2-203-00548-3[5]
- Einige Lieder der französischen Hard-Rock-Band Trust basieren auf Jacques Mesrines Texten, so etwa Instinct de Mort und Le Mitard.
- Nach ihm ist die kanadische Grindcore-Band Mesrine benannt.
- Die britische Punk-Band The Blood widmete ihm auf ihrer 1983 erschienenen Debut-LP das Lied Mesrine.[6]
- Die französische Oi!-Band Œil pour œil hat auf dem Album Nés pour en chier ein Lied namens Mesrine veröffentlicht.

### Filme
- 1980 diente Mesrine als Vorbild für die Figur Morzini im Spielfilm Inspektor Loulou – Die Knallschote vom Dienst mit Gérard Depardieu.
- 1983 wurde sein Leben mit Nicolas Silberg in der Titelrolle verfilmt (André Génovès: Mesrine-Staatsfeind No.1).
- 2008 entstand unter der Regie von Jean-François Richet der zweiteilige Spielfilm Public Enemy No. 1 – Mordinstinkt und Public Enemy No. 1 – Todestrieb. Für die Titelrolle des französischen Gewaltverbrechers wurde Hauptdarsteller Vincent Cassel 2009 mit dem César ausgezeichnet.

### Hörspiel
- 1999 bearbeitete Walter Adler die Biografie zu einem Hörspiel für den WDR. 2023 war das Hörspiel Teil des True-Crime-Hörspiel-Podcasts „Dunkle Seelen – präsentiert von Lydia Benecke“.[7]